# Station Oudewater
Station Oudewater, ook bekend als Papekop, is een voormalig treinstation van de Spoorlijn Utrecht - Rotterdam tussen de huidige stations Woerden en Gouda Goverwelle. Het station van Oudewater, gelegen in het dorpje Papekop, was open van 21 mei 1855 tot 15 mei 1936.
Het houten stationsgebouw, gesloopt in 1938, was tijdens de aanleg van de spoorlijn al als directiekeet in gebruik geweest. Nagenoeg gelijke gebouwen stonden in Woerden, Nieuwerkerk en Capelle aan den IJssel.
Later werd er ook een blok dienstwoningen gebouwd, identiek aan die van station Hekendorp.
Vanaf het station reed vanaf 1906 een paardentramlijn naar Oudewater. Deze werd gaandeweg vervangen door een autobusdienst, die in 1936 tegelijkertijd met het treinstation werd opgeheven.
Rond 1992 is een tweetal lange wachtsporen aangelegd waar goederentreinen kort konden worden opgesteld om snellere reizigerstreinen te laten passeren. Deze bevonden zich twee kilometer ten westen van het voormalige station, bij Hogebrug (buurtschap). In 2023 zijn deze wachtsporen weer opgebroken.